# Simon Toplak
Simon Toplak, slovenski kmet, vinogradnik, trsničar in politik, * 25. oktober 1940, Mostje pri Ptuju.
Med leti 1992 in 1997 je bil član Državnega sveta Republike Slovenije.

## Delovanje v kmetijstvu, gospodarstvu in politiki
Leta 1958 je postal predsednik podeželjske mladine na Ptuju in član upravnega odbora tedanje Kmetijske zadruge Juršinci (1958-1962), nato član upravnega odbora Kmetijske zadruge Ptuj. V letih 1962-1972 je bil predsednik zadružnega sveta takratnega TOK-a, član delavskega sveta in upravnega odbora kmetijskega kombinata Ptuj. Od 1964 do 1976 je bil odbornik občinske skupščine občine Ptuj, kot zastopnik zadružništva, in član raznih odborov s področja kmetijstva SO Ptuj.
Osem let je bil član upravnega odbora občinske zemljiške skupnosti Ptuj in osem let član upravnega odbora vodne skupnosti Drava-Mura-Maribor. Bil je organizator prve strojne skupnosti kmetov 1964 v Jugoslaviji. Leta 1966 je soorganizal prvo proizvodno skupnost trsničarjev v Sloveniji. V letih 1960-1970 je soorganiziral ustanavljanje živinorejskih društev za vzajemno varstvo živine med kmeti v več krajih Slovenije. V letih 1988-1992 je sodeloval pri pripravi zakona o zadrugah glede lastninjenja, predelovalne industrije (45% delež zadrugam). V letih 1992 in 1996 je bil predsednik nadzornega odbora zadružne zveze Slovenije. Bil je član nadzornega odbora HKS Ptuj, član nadzornega odbora KZ Ptuj in v letih 1992-2022 predsednik Perutninarske zadruge Ptuj.
V letih 1992-1997 je bil svetnik v Državnem svetu Republike Slovenije in član odbora za kmetijstvo pri državnem svetu RS.
Tri mandate je bil član nadzornega sveta Perutnine Ptuj. Bil je predsednik odbora za trsničarstvo v Republiki Sloveniji in predsednik društva vinsko-turistične ceste Srednje Slovenske gorice, ki zajema 14 občin.
Pri Kmetijsko gozdarski zbornici Slovenije je bil med leti 2000 in 2018 član sveta zbornice, dva mandata član nadzornega odbora, predsednik odbora za vinogradništvo in vinarstvo in organizator vinskih tekmovanj.

## Udejstvovanje v Juršincih
Toplak je 1964 postal predsednik krajevne skupnosti Juršinci in odtlej deloval v Juršincih kot podžupan, občinski svetnik, predsednik nadzornega odbora ali predsednik ali podpredsednik krajevne skupnosti.
Bil je 30 let predsednik Trsničarske zadruge Juršinci. Bil je med ustanovitelji več lokalnih društev, med njimi Društva rojaka Janeza Puha. Bil je predsednik Lovske družine Juršinci.
V Juršincih vodi družinsko in turistično kmetijo, ki sprejema turiste od leta 1979.
Je sin trsničarja in vinogradnika Ivana Janže Toplaka ter brat rektorja in profesorja prava Ludvika Toplaka. Po izjavah župana Alojza Kaučiča so Juršinci postali občina po zaslugah bratov Simona in Ludvika Toplaka.

## Priznanja in nagrade
Simon Toplak je prejel več priznanj. Med njimi plaketi Zadružne zveze Slovenije in zadružne zveze Jugoslavije, plaketi občin Ptuj in Juršinci, priznanje kmetijskega šolstva Maribor, plaketo in priznanje Poslovne skupnosti za vinogradništvo in vinarstvo Slovenije, priznanje Agencije za poslovne raziskave Republike Slovenije, zlato plaketo perutninarske zadruge Ptuj, zlato plaketo za trsničarstvo ter plaketo turistične zveze Slovenije. V obrazložitvah priznanj je navedeno, da je življenje in delo posvetil napredku slovenskega kmetijstva in zadružništva ter se boril za ohranitev kmetijstva, podeželja in naravnih ter kulturnih dediščin.